# Mainaschaff
Mainaschaff là một xã nằm ở huyện Aschaffenburg, thuộc vùng hành chính Unterfranken, bang Bayern, Đức. Nơi đây có dân số khoảng 9.000 người (2020).